# Trematozaur
Trematozaur (Trematosaurus) – rodzaj temnospondyla z rodziny Trematosauridae.
Żył we wczesnym triasie na terenach obecnej Europy. Jego szczątki znaleziono w Niemczech i obwodzie wołgogradzkim w Rosji. Skamieniałości bardzo podobne do tych odkrytych w Niemczech opisano również z terenów RPA.
Gatunki trematozaura:
- Trematosaurus brauni Burmeister, 1849 (typowy)
- Trematosaurus thuringiensis Werneburg, 1993
- Trematosaurus galae Novikov, 2010

Do rodzaju Trematosaurus zaliczano również gatunki T. fuchsi, uznawany obecnie za młodszy synonim T. brauni, T. madagascariensis, przeniesiony do odrębnego rodzaju Tetremoides, Trematosaurus kannemeyeri, należący prawdopodobnie do rodzaju Aphaneramma, oraz T. sobeyi, przeniesiony do osobnego rodzaju Trematosuchus.